# Ctenopteris moultonii
Ctenopteris moultonii là một loài thực vật có mạch trong họ Polypodiaceae. Loài này được (Copel.) C. Chr. & Tardieu miêu tả khoa học đầu tiên năm 1939.